# Белая (река, впадает в Берингово море)
Белая — река на северо-востоке полуострова Камчатка.
Длина реки — 80 км. Протекает по территории Карагинского района Камчатского края. Впадает в Кичигинский залив.

## Данные водного реестра
По данным государственного водного реестра России относится к Анадыро-Колымскому бассейновому округу.
Код объекта в государственном водном реестре — 19060000312120000008557.